# یاسین شیخاوی
یاسین شیخاوی (عربی: یاسین الشیخاوی؛ زادهٔ ۲۲ سپتامبر ۱۹۸۶) یک بازیکن فوتبال اهل تونس است.
وی همچنین در تیم ملی فوتبال تونس بازی کرده‌است.